# Spindichtewelle
Der Begriff Spindichtewelle (SDW) beschreibt den Zustand der Leitungselektronen mancher Metalle oder Supraleiter, bei denen die Dichte der Elektronenspins wellenförmig moduliert ist.
Im Gegensatz zu Spinwellen (Magnonen) handelt es sich bei Spindichtewellen nicht um Anregungen, sondern um eine Eigenschaft des Grundzustandes des Systems.

## Vergleich mit Antiferromagneten
Spindichtewellen ähneln dem Grundzustand von Antiferromagneten, bei denen ebenfalls der Spin von Atom zu Atom unterschiedlich ist.
Bei Antiferromagneten ist der Spin der Atome meist abwechselnd aufwärts und abwärts gerichtet; dies könnte man als Spezialfall einer Spindichtewelle sehen, deren Wellenlänge doppelt so groß ist wie der Abstand zwischen den Atomlagen; die Atome einer Lage sind an der Position des „Wellenbergs“ (maximaler Spin in eine Richtung), die Atome der nächsten Lage beim Wellental (maximaler Spin in Gegenrichtung).
Bei Spindichtewellen dagegen ist die Wellenlänge im Allgemeinen inkommensurabel zum Atomgitter, also kein ganzzahliges oder rationales Vielfaches der Atom- oder Lagenabstände. Die Spins sind, wie auch in einfachen Antiferromagneten, nur entlang einer Achse ausgerichtet.

## Vergleich mit Ladungsdichtewellen
Spindichtewellen ähneln den Ladungsdichtewellen: beide resultieren aus einer Instabilität des Elektronengases, bei beiden wird die Wellenlänge durch die Fermifläche der Leitungselektronen bestimmt, und bei beiden ist die Wellenlänge im Allgemeinen inkommensurabel zum Gitter. Bei Werten des Elektronen-Impulses, die der Wellenlänge entsprechen, kommt es zu einer kleinen Bandlücke.
Im Gegensatz zu Ladungsdichtewellen ist bei Spindichtewellen jedoch die gesamte Ladungsdichte konstant, die Änderung der Dichte der Elektronen mit den unterschiedlichen Spinrichtungen („Spin aufwärts“ und „Spin abwärts“) erfolgt also gegenläufig.

## Auftreten
Spindichtewellen treten u. a. auf:
- beim Metall Chrom unterhalb der Néel-Temperatur von 311 K
- bei vielen Chromlegierungen
- beim Bechgaard-Salz (TMTSF)2PF6, einem organischen Leiter, unter 12 K.

## Bei Hochtemperatur-Supraleitern
Auch bei Hochtemperatur-Supraleitern wurden Spindichtewellen beobachtet und es wurde spekuliert, ob sie in diesen Materialien für das Auftreten der Supraleitung verantwortlich sein können. Die Idee dahinter ist, dass eine bewegte Ladung die Spinorientierung der Atome im supraleitenden Zustand umkippen lässt. Auf seinem Weg durch den Festkörper erzeugt die Ladung also einen kurzfristigen Spinflip bei den benachbarten Atomen, der einen weiteren Ladungsträger anzieht. So würde die Kopplung der beiden Ladungsträger durch den Spinflip anstelle der Phononen vermittelt.